# 네소넥트리스
네소넥트리스(학명: Nesonktris aldridgei 네소넥트리스 알드리드게이[*])는 호주 캥거루 섬에 있는 에뮤 베이 셰일(Emu Bay Shale)에서 발견된 고충동물이다. 네소넥트리스의 화석은 대다수의 고충류와 다르게 호주에서 발견되었는데, 현재 중국 외의 다른 곳에서 발견된 고충동물로는 반피아, 스케에멜라, 오이디게라와 네소넥트리스 이 4종이 있다.